# Roseninsel
L'isola delle Rose o Roseninsel è l'unica isola del lago di Starnberg e sede di una villa appartenuta re Ludovico II di Baviera particolarmente legato a questo luogo che fece eseguire diversi lavori di ristrutturazione e sistemazione del giardinetto e della villa, detta casino.
Ospiti sull'isola furono il compositore Richard Wagner, il suo caro amico il principe Paolo di Thurn und Taxis, l'imperatrice Elisabetta d'Austria e la granduchessa Maria Alexandrovna di Russia. La villa è oggi un piccolo museo, aperto al pubblico ed è accessibile con un piccolo traghetto.
Nel 2011 è stata dichiarata Patrimonio dell'Umanità dall'UNESCO come una delle 111 località sotto l'elenco dei Siti palafitticoli preistorici attorno alle Alpi.

## Nella cultura di massa
- Nel 1972 alcune scene del film Ludwig diretto da Luchino Visconti furono girate a Roseninsel per le riprese i pionieri della Bundeswehr costruirono per la troupe cinematografica un ponte di barche sul lago.